# アカリンダニ症
アカリンダニ症（アカリンダニしょう、英:Acarapis woodi disease）とはアカリンダニ（Acarapis woodi）の寄生を原因とするミツバチの寄生虫病。1904年にワイト島で発生し同地のミツバチを壊滅させたばかりか、イギリスからヨーロッパまで一時は猛威を振るった。
日本では家畜伝染病予防法において届出伝染病に指定されており、対象動物はミツバチ。多くの場合は無症状であるが、飛翔不能や寿命の短縮がみられ、悪化すると発熱能力が低下し凍死の原因となる。予防には殺ダニ剤が使用されるほか、メントールに忌避効果があることが知られている。ただしメントールにおいては機序は明確ではなく、またミツバチの温度感知や産卵能力に悪影響を及ぼす可能性があるため、気化しやすい高温下では使用に注意を要する。
アカリンダニは微小であるため、診断は顕微鏡による観察が主である。気管の色は通常は半透明ないし白色であるが、アカリンダニに寄生されている場合は赤黒い色素沈着が見られる場合がある。